# Elieser Traugott Hahn
Elieser Traugott Hahn (auch Traugott Hahn Sr.; * 15. August 1848 in Komachas (Südafrika); † 19. März 1939 in Burgdorf), war ein deutsch-baltischer lutherischer Pastor und Evangelist.

## Leben
Als Sohn des aus Livland stammenden, bei den Herero in Südwestafrika tätigen Missionars Carl Hugo Hahn geboren, besuchte Traugott die Schule in Bielefeld und im Evangelisch Stiftischen Gymnasium Gütersloh, wo er 1867 auch die Reifeprüfung ablegte. Anschließend studierte er 1867 zuerst ein Semester Theologie in Berlin, wo er dem Berliner Wingolf beitrat, bevor er an die Kaiserliche Universität Dorpat wechselte, wo er sein Studium 1870 abschloss. Hier begann eine lebenslange Freundschaft mit dem späteren Kirchenhistoriker Nathanael Bonwetsch. Mit diesem und noch weiteren Theologiestudenten gründete Hahn 1867 den Theologischen Verein zu Dorpat, dessen erster wissenschaftlicher Beirat Wilhelm Volck wurde. 
Nach seinem 1870 abgelegten Konsistorialexamen verbrachte er ein Probejahr bei Pfarrer Carl Maurach in Oberpahlen (Livland). Als Pastor wirkte er zwei Jahre in Wolde (Ösel), dann in Rauge (Livland) und schließlich von 1886 bis 1918 an der St. Olaikirche in Reval, wo er mit dem Goldenen Prediger-Brustkreuz ausgezeichnet wurde. Während seiner Zeit in Reval war Hahn außerdem Oberlehrer der Religion am Gouvernements-Gymnasium und stellvertretender Direktor des Diakonissenhauses. Besonderes Interesse hatte Hahn an Evangelisation und der Inneren Mission und war von 1906 bis 1914 Vorsitzender des Zentralrats des St. Johannes-Vereins für innere Mission, der im Baltikum dem Central-Ausschuss für Innere Mission entsprach. Des Weiteren setzte er sich für das Deutschtum im Baltikum ein und war Vorstandsmitglied des Deutschen Vereins in Estland, was dafür sorgte, dass er während des Ersten Weltkriegs von 1915 bis 1917 nach Enissejsk in Sibirien verbannt wurde. 
Nach der Oktoberrevolution 1917 und seiner Rückkehr ins Baltikum wurde er 1918 Vertreter der estländischen Geistlichkeit im Landesrat des von Deutsch-Balten geplanten Vereinigten Baltischen Herzogtums in Riga. Im Zuge des Estnischen Unabhängigkeitskriegs floh Traugott Hahn 1918 vor den Bolschewiki nach Deutschland. Hier wirkte er bis 1930 als Evangelist und wohnte in Gütersloh (1919–24), Frankfurt am Main (1924–36) und schließlich in Burgdorf.
Traugott Hahn Sr. war verheiratet mit Rosalie, geb. Pahling († 1905). Aus ihrer Ehe gingen u. a. der Praktische Theologe und Märtyrer Traugott Hahn Jr. und der sächsische Landesbischof Hugo Hahn hervor.
1918 verlieh die Universität Göttingen ihm die Ehrendoktorwürde.

## Veröffentlichungen (Auswahl)

Titelblatt der Autobiografie von 1921

- Die Letztzeit und die Vollendung der Gemeinde unseres Herrn Jesus, Gütersloh 1921.
- Jesu Gebetsschule mit seinen Jüngern. Acht Evangelisations-Reden, Gütersloh 1921.
- Aus meiner Jugendzeit, 2. Auflage, Stuttgart 1921.
- Das Christenleben im Lichte der heiligen zehn Gebote. Zehn Evangelisations-Reden gehalten in der Lukas-Kirche zu Frankfurt a.M., Gütersloh 1926.
- Von der Macht des Glaubens und Bekennens. Gedanken und Kräfte aus der Reformationszeit. Acht Evangelisationsreden, Gütersloh 1926.
- Pastor D. Traugott Hahn 1848–1939. Lebenserinnerungen, Stuttgart 1940.